# Summoning
Summoning – austriacki zespół muzyczny wykonujący epicki black metal. Teksty większości utworów Summoning nawiązują do stworzonej przez J.R.R. Tolkiena mitologii Śródziemia, niejednokrotnie zawierając cytaty pochodzące z twórczości tego pisarza. Wyjątkami od tej reguły są albumy Stronghold i Let Mortal Heroes Sing Your Fame, na którym pojawia się też twórczość Michaela Moorcocka.
Nowością w twórczości Summoning jest również płyta Oath Bound, na której po raz pierwszy w historii zespołu ukazał się utwór napisany w całości w Czarnej Mowie Mordoru, zatytułowany Mirdautas Vras. Natomiast utwór w języku elfickim, zatytułowany Evernight, znalazł się na kolejnej płycie, Old Mornings Dawn.

## Muzycy

### Obecny skład zespołu
- Protector (Richard Lederer) – śpiew, gitara elektryczna, instrumenty klawiszowe, programowanie perkusji (1993-)
- Silenius (Michael Gregor) – śpiew, gitara basowa, instrumenty klawiszowe (1993-)

### Byli członkowie zespołu
- Trifixion (Alexander Trondl) – perkusja (1993-1995)

### Muzycy sesyjni
- Raymond Wells – śpiew (1994)
- Tania Borsky – śpiew (1999)

## Dyskografia

### Albumy studyjne
- Lugburz – 1995
- Minas Morgul – 1995
- Dol Guldur – 1996
- Stronghold – 1999
- Let Mortal Heroes Sing Your Fame – 2001
- Oath Bound – 2006
- Old Mornings Dawn – 2013
- With Doom We Come – 2018

### Minialbumy
- Nightshade Forests – 1997
- Lost Tales – 2003

### Dema
- The Urilia Text – 1993
- Anno Mortiri Domini 1959 – 1994
- Upon The Viking Stallion – 1994
- Lugburz (Promo) – 1994
- Minas Morgul (Promo) – 1995

## Inne wydawnictwa
- Sounds of Middle Earth – 2007

## Pokrewne zespoły
Protector (Richard Lederer) jest zaangażowany w projekty: 
- Die Verbannten Kinder Evas
- Ice Ages
- Mirkwood